# Яблонов-над-Турньоу
Яблонов-над-Турньоу (словац. Jablonov nad Turňou, угор. Szádalmás) — село, громада в окрузі Рожнява, Кошицький край, південно-східна Словаччина, історична область Гемера. Кадастрова площа громади — 24,46 км². Населення — 766 осіб (за оцінкою на 31 грудня 2017 р.),

## Історія
Перша згадка 1235 року як Almas.
1938—1945 рр під окупацією Угорщини.

## Транспорт
Автошлях (Cesty I. triedy) I/16
Автошляхи (Cesty III. triedy) III/3017, III/3018.
Залізничний зупинний пункт Jablonov nad Turňou 48°35′58″ пн. ш. 20°41′26″ сх. д..

## Населення
| Рік:            | 1994. | 2004.   | 2014.   | 2024.   |
| --------------- | ----- | ------- | ------- | ------- |
| Кількість осіб: | 863   | 862     | 786     | 733     |
| Різниця:        |       | -0,11 % | -8,81 % | -6,74 % |

| Рік:            | 2023. | 2024.   |
| --------------- | ----- | ------- |
| Кількість осіб: | 737   | 733     |
| Різниця:        |       | -0,54 % |